# Karem AR40
Der Karem AR40 ist ein im Entwicklungsstadium befindlicher leichter Aufklärungs- und Kampfhubschrauber der Hersteller Karem Aircraft, Northrop Grumman und Raytheon. Der AR40 wurde als einer von fünf konkurrierenden Entwürfen für das FARA-Programm („Future Attack Reconnaissance Aircraft“) entwickelt, das Teil des FVL-Programms („Future Vertical Lift“) der U.S. Army ist und einen Nachfolger für den OH-58D „Kiowa Warrior“ hervorbringen soll.
Im März 2020 wurde bekannt, dass von den fünf Entwürfen nur zwei, der Bell 360 Invictus von Bell Flight und der Sikorsky Raider X von Sikorsky Aircraft für die nächste Phase ausgewählt wurden.

## Entwicklung
Karem Aircraft gab im Juli 2019 bekannt, dass es sich mit Northrop Grumman und Raytheon zusammengetan hat, um seinen FARA-Entwurf zu realisieren. Am 16. Oktober 2019 stellte Karem seinen AR40-Entwurf vor. Der rund 14 m lange AR40 weist technisch einige Besonderheiten auf. Der dreiblättrige, starre Hauptrotor hat einen Durchmesser von 11 m, wohingegen die Stützflügel auf einen Spannweite von 12 m kommen. Der Heckrotor ist als Schubpropeller ausgeführt. Die schwenkbaren Heckflügel sind, im Gegensatz zu den Stützflügeln an der Rumpfmitte, voll beweglich und V-förmig angeordnet. Als Triebwerk soll eine einzelne Turbine aus dem US Army’s Improved Turbine Engine Programm, die General Electric T901, zum Einsatz kommen. Im Zwei-Personen-Cockpit sitzen die Piloten nebeneinander, wobei sich in der Kabine genügend Platz für bis zu 4 weitere Personen befindet. Direkt hinter der Kabine liegt der interne Waffenschacht.